# Slagelse Wolfpack 2022
Questa voce raccoglie le informazioni riguardanti gli Slagelse Wolfpack nelle competizioni ufficiali della stagione 2022.

## Danmarksserien 2022

### Stagione regolare
| Sønderborg 24 aprile 2022, ore 14:00 1ª giornata | Sønderborg Steelers | 50 – 0 (a tavolino) referto | Slagelse Wolfpack/ Amager Demons II | Sønderparken |

| Slagelse 21 maggio 2022, ore 14:00 5ª giornata | Slagelse Wolfpack /Amager Demons II | 0 – 50 (a tavolino) referto | Avedøre Monarchs | Nordhallen |

| Hvidovre 11 giugno 2022, ore 14:00 8ª giornata | Avedøre Monarchs | 50 – 0 (a tavolino) referto | Slagelse Wolfpack/ Amager Demons II | Hvidovre Gymnasium |

| Næstved 19 giugno 2022, ore 14:00 9ª giornata | Næstved Vikings | 50 – 0 (a tavolino) referto | Slagelse Wolfpack/ Amager Demons II | SJSI Vikings |

| Slagelse 21 agosto 2022, ore 14:00 11ª giornata | Slagelse Wolfpack /Amager Demons II | 0 – 50 (a tavolino) referto | Næstved Vikings | Nordhallen |

| Slagelse 3 settembre 2022, ore 14:00 13ª giornata | Slagelse Wolfpack /Amager Demons II | 0 – 50 referto | Esbjerg Hurricanes | Nordhallen |

## Statistiche di squadra
| Competizione      | %Vittorie | In casa | In casa | In casa | In casa | In casa | In casa | In trasferta | In trasferta | In trasferta | In trasferta | In trasferta | In trasferta | Totale | Totale | Totale | Totale | Totale | Totale |
| Competizione      | %Vittorie | G       | V       | N       | P       | Pf      | Ps      | G            | V            | N            | P            | Pf           | Ps           | G      | V      | N      | P      | Pf     | Ps     |
| ----------------- | --------- | ------- | ------- | ------- | ------- | ------- | ------- | ------------ | ------------ | ------------ | ------------ | ------------ | ------------ | ------ | ------ | ------ | ------ | ------ | ------ |
| Stagione regolare | .000      | 3       | 0       | 0       | 3       | 0       | 150     | 3            | 0            | 0            | 3            | 0            | 150          | 6      | 0      | 0      | 6      | 0      | 300    |
| Totale            | .000      | 3       | 0       | 0       | 3       | 0       | 150     | 3            | 0            | 0            | 3            | 0            | 150          | 6      | 0      | 0      | 6      | 0      | 300    |